# Zosterornis striatus
Espèce
Statut de conservation UICN

 LC  : Préoccupation mineure
Synonymes
- Stachyris striata (Ogilvie-Grant, 1894)[2] [3]
- Stachyris striata[4]
- Zosterornis striata[4]
- Zosterornis striatus[4]

Zosterornis striatus est une espèce de passereaux de la famille des Zosteropidae. Elle est endémique de l'île Luçon aux Philippines.